# 南北徒步串聯活動
南北徒步串聯活動是台灣的一個對於電業自由化之議題進行監督的社會運動；活動結束後於2016年10月6日轉型為全民用電自救會（英語：People Power, Save OurSelves），簡稱PPSOS，People Power有「公民電力」、也有「人民力量」的意思，為因應《電業法》修正、監督全民用電利益所成立之社團。

## 背景
台灣電業自由化的議題已經討論將近20年。2016年，民主進步黨蔡英文政府決心加快《電業法》修法腳步，預計8月底將法案送行政院、9月送入立法院審查。

## 衝突事件之始末
- 2016年6月30日，台灣電力工會會見中華民國經濟部部長李世光，表達維持綜合電業（台灣電力公司目前體制）之訴求；李世光允諾，日後有關修法各次會議將邀請台灣電力工會幹部參加。
- 自7月7日後，經濟部即不再召開任何會議。
- 7月22日，經濟部於各大媒體發佈《電業法》修正草案已完成，並聲稱與台灣電力工會有「共識」。
- 7月26日，經濟部能源局召開《電業法》草案公聽會，台灣電力工會於前一日才收到通知。
- 經濟部、經濟部能源局違反誠信，導致7月27日台灣電力工會近400名幹部到能源局說明會外抗爭，大喊「李世光下台」；台灣電力工會理事長丁作一與其他工會代表到主席台前抗議，現場一度火爆，隨後離場表示抗議。丁作一表示，8月4日台灣電力工會將召開臨時全國會員代表大會並做出重要決議，不排除採任何手段。[1][2]

## 台電員工反应
- 台灣電力工會臨時全國會員代表大會前一日（2016年8月3日），行政院政務委員張景森與台灣電力工會、經濟部能源局主任秘書李君禮研商《電業法》修法事宜，達成四項共識[3]，包括：

1. 電業改革不涉及台灣電力公司民營化。
2. 推動能源轉型第一階段開放直供、代輸，第二階段設立里程埤，6至9年逐步完成台電轉型。
3. 台電得轉型為控股公司，旗下設立發電、輸配電兩家公司。
4. 前項發電公司可視公司營運需要，在不影響台電員工權益前提下，再分設子公司或獨立事業部，以促進營運績效。（第四項已刪除）

- 雖然此四點共識讓台電員工獲得工作權保障，但仍引發員工激烈不滿，質疑聲浪不斷，主要是質疑能源局：

1. 修法開放直供代輸圖利財團，開放大用戶用電選擇權將使成本較低的燃煤電力被大用戶以代輸方式搶先取得，留下成本較貴的燃氣電力給人民。（根據7月27日能源局簡報規劃之未來電力市場架構）
2. 一般售電業幾乎不用負擔義務與成本，明顯是為財團設立，與公用售電業權利義務不對等。（8月4日能源局版第19、50、51、54、55條等）
3. 拆分台電成兩家公司不得交叉持股，增加不必要的交易成本，導致電價上漲。（8月4日能源局版總則說明及第5、6條）
4. 導致台電破產倒閉，重蹈加州電力自由化覆轍。（8月4日能源局版總則說明及第49條）
5. 強制規定能源配比（燃氣50%、燃煤30%、綠能20%）等。
6. 修法後造成電價無意義的上漲，嚴重影響民生經濟及產業競爭力。

- 公聽會爭議事件

8月2日能源局在台電大樓一樓辦第三場《電業法》公聽會，有民眾脫口「電價不能太低」，遭台電員工追罵；有記者上前拍攝，該名員工更破口大罵、動手搶記者手機。

## 南北徒步串聯活動

### 運動之發起
2016年8月中旬，台電員工楊家法等人，有鑑於電子媒體不致力於電業法之報導，不滿電業法修法程序粗糙、訊息不透明，憂心人民對此危害民生經濟之惡法無感，以LINE群組發起南北徒步串聯活動，希望引起人民注意，共同檢視監督電業法修正；並盼望政府能充份與人民溝通，告知人民能源轉型的代價，在全民有共識的情況下進行能源轉型。

### 發起人員
楊家法、陳奕學、曾玥惠、李詩淳、倪詠煌、吳志豪、林仲軒

### 主要與會人員
張詠然、李德綸、陳國禎、蕭信義、蕭鉉鐘、陳應郁、黃文峯、鍾福榮、黃信憲、游政達、張茂進、王為遠、蔡陸裕、許丕訓、謝忠憲、賴明盛、邱俊達、郭忠賢、陳夢榮、台電阿凱等。

### 活動過程
活動於2016年9月5日由台電第三核能發電廠出發，將陳情書及活動象徵（電工安全帽，象徵台電）沿路傳遞，於9月19日抵達監察院，並由10人代表進入行政院及立法院，遞交陳情書及活動象徵。實際參與徒步接力者遍及台電各單位，整個活動期間號召大約3千人次，由基層員工號召之社會運動為台電史上前所未見。

### 訴求
1. 反對電價不合理上漲，帶動物價上漲，影響台灣未來。
2. 要求待電源充足再談電業自由化。
3. 反對能源局黑箱作業，要求政府比照服貿加開公聽會。
4. 反對開放大用戶購電選擇權。
5. 反對切分台電，增加不必要的交易成本
6. 要求政府邀各領域專家（尤其能源法專家）重新審議電業法條文。

### 參與活動之單位及區指揮
2016年8月26日，台灣電力工會召開「常務理事會」，邀67個分會代表及南北徒步串聯活動發起人楊家法共同商討電業法修正近況。對於員工自發性發起之社會運動，台灣電力工會表示「支持、尊重」，會中亦獲得多數常務理事支持，並鼓勵同仁參與。
| 日期    | 路線                          | 區指揮姓名             | 主力參加單位                                                       |
| ------- | ----------------------------- | ---------------------- | ------------------------------------------------------------------ |
| 9月5日  | 核三廠->枋山                  | 陳國禎                 | 第三核能發電廠、屏東區營業處                                       |
| 9月6日  | 枋山->南州                    | 陳國禎                 | 第三核能發電廠、台東區營業處、鳳山區營業處                         |
| 9月7日  | 屏東->鳳山                    | 鍾福榮、李媽讚、李煥文 | 高屏供電區處、大林發電廠、鳳山區營業處、屏東區營業處、台東區營業處 |
| 9月8日  | 鳳山區處->路竹                | 陳興泉、蔡陸裕、蕭和雲 | 鳳山區營業處、高雄區營業處、南部發電廠                             |
| 9月9日  | 路竹->善化                    | 謝忠憲、蕭和雲、張中華 | 興達發電廠、嘉南供電區營業處、                                     |
| 9月10日 | 善化->新營服務所              | 郭忠賢                 | 嘉南供電區營業處、台南區營業處、                                   |
| 9月11日 | 新營->民雄服務所              | 游政達、張瓅云         | 嘉南供電區營業處、嘉義區營業處                                     |
| 9月12日 | 民雄->彰化溪洲                | 張茂進                 | 雲林區營業處                                                       |
| 9月13日 | 彰化溪洲->台中成功            | 黃文峯                 | 彰化區營業處、台中發電廠、南投區營業處                             |
| 9月14日 | 台中成功->龍井-大甲           | 黃文峯                 | 台中發電廠、                                                       |
|         | 台中成功->台中市區-豐原(結束) | 許丕訓、徐崑輝         | 台中區營業處、台中發電廠、明潭發電廠、輸工處中區施工處             |
| 9月15日 | 大甲->白沙屯-->十班坑         | 邱俊達、陳建良         | 通霄發電廠、中部施工處                                             |
| 9月16日 | 十班坑-->香山                 | 賴明盛                 | 苗栗區營業處                                                       |
| 9月17日 | 香山->楊梅                    | 林仲軒                 | 大潭發電廠、新桃供電區營業處                                       |
| 9月18日 | 楊梅->新北市                  | 王為遠、李慶君、楊振雄 | 桃園區營業處、新桃供電區營業處、林口發電廠                         |
| 9月19日 | 新北市->監察院                | 蕭信義、陳應郁、蕭鉉鐘 | 台灣電力公司各單位                                                 |

### 活動插曲
期間因莫蘭蒂風災造成南部地區災情慘重，活動小組暫停第11天到第14天（9月15日至9月18日）的活動，期間行政院長林全曾批評台電搶修不力而引發嘩然。

## 影響
- 南北徒步串聯活動引起媒體及人民注意，亦有學者、專家質疑電業法。[23][24][25]
- 促使各大社論節目討論電業法。[26][27][28][29][30][31][32]
- 行政院、經濟部及民主進步黨立法委員吳秉叡、王定宇多次稱電業自由化不會造成電價上漲，但難以平息大眾質疑。[33][34][35][36]
- 原本要在9月份會期通過之電業法草案，至10月份仍未公告。活動小組為做長期抗戰，遂於2016年10月6日正式成立全民用電自救會，持續監督電業法修正。
- 2016年10月17日由總統蔡英文召集第三次執政決策協調會議，會中先由行政院報告電業法修正方向以及與各界溝通的狀況，並提出兩階段修法。

## 外部連結
- 南北徒步串聯活動臉書粉絲專頁 （页面存档备份，存于）
- 全民用電自救會官方網站 （页面存档备份，存于）